# Linepithema pulex
Linepithema pulex es una especie de hormiga del género Linepithema, subfamilia Dolichoderinae. Fue descrita científicamente por Wild en 2007.
Se distribuye por Argentina, Brasil y Paraguay. Se ha encontrado a elevaciones de hasta 400 metros. Vive en microhábitats como nidos, la hojarasca y hojas de plantas.